# Чевернур (Михайловське сільське поселення)
Чеверну́р (рос. Чевернур, марій. Чевернур) — присілок у складі Совєтського району Марій Ел, Росія. Входить до складу Михайловського сільського поселення.

## Населення
Населення — 20 осіб (2010; 19 у 2002).
Національний склад (станом на 2002 рік):
- марі — 89 %